# Solar (sångare)
Kim Yong-sun (hangul: 김용선), mer känd under artistnamnet Solar (hangul: 솔라), född 21 februari 1991 i Seoul, är en sydkoreansk sångerska och låtskrivare.
Hon har varit ledare för den sydkoreanska tjejgruppen Mamamoo sedan gruppen debuterade 2014. Solar har skrivit flera låtar till gruppens olika album.

## Diskografi

### Singlar
| År                    | Titel                           | Topplacering          |
| År                    | Titel                           | Sydkorea (Gaon Chart) |
| Solo                  | Solo                            | Solo                  |
| --------------------- | ------------------------------- | --------------------- |
| 2015                  | "Lived Like a Fool"             | 43                    |
| 2015                  | "Only Longing Grows"            | 69                    |
| 2016                  | "In My Dreams"                  | 72                    |
| 2017                  | "Happy People"                  | 49                    |
| Samarbete & medverkan |                                 |                       |
| 2015                  | "Coffee & Tea" (med Eddy Kim)   | 53                    |
| 2015                  | "Star" (med Kim Min-jae)        | 68                    |
| 2015                  | "Like Yesterday" (med Moonbyul) | 54                    |
| 2016                  | "Angel" (med Wheein)            | 26                    |
| 2016                  | "Mellow" (med Hwang Chi-yeul)   | 48                    |
| 2016                  | "Love Again" (av Yang Da-il)    | —                     |
| 2017                  | "Honey Bee" (med Luna & Hani)   | 38                    |

## Filmografi

### TV-drama
| År   | Titel         | Kanal       | Roll                   |
| ---- | ------------- | ----------- | ---------------------- |
| 2015 | Imaginary Cat | MBC Every 1 | Jung Soo-in (gästroll) |